# باول فووت
باول فووت هو ناشط وصحفي وسياسي بريطاني، ولد في 8 نوفمبر 1937 في حيفا في إسرائيل، وتوفي في 18 يوليو 2004 في المملكة المتحدة بسبب نوبة قلبية. نشط حزبياً في حزب العمال الاشتراكي.